# Jean de Muralt
Pour les articles homonymes, voir Muralt.
Jean de Muralt, né en 1645 et mort en 1733, médecin suisse de Zurich, descendait d'une famille noble, originaire de Locarno. Ses ancêtres avaient été obligés de quitter leur patrie en 1555. On croit qu'ils étaient de la même famille que François Muralto, gentilhomme de Côme, qui écrivit en latin les Annales de sa patrie, ouvrage curieux pour les événements du XVIe siècle. (Voir les Uomini illustri della Comasca, par le comte de Giovio, p. 152 et 403).

## Biographie
Ayant embrassé la réformation, ils trouvèrent, avec d'autres familles du même pays, l'hospitalité à Zurich ; ils s'établirent ensuite dans cette ville et à Berne. Jean de Muralt, chirurgien habile, fut reçu bourgeois de Zurich en 1566. De ses descendants, plusieurs ont cultivé la médecine ; et celui dont il s'agit fit ses études en Allemagne, en France et en Angleterre. Il fut créé docteur à Bâle en 1671 et devint médecin de la ville et professeur en physique et en mathématiques à Zurich. Il fut habile dans son art et savant distingué ; le nombre de ses écrits est considérable, sans parler du grand nombre de Mémoires et d'observations qu'il fit insérer dans les Ephemerides naturœ curiosorum.
On ne citera que les principaux : 
1. Expérimenta anatomica, 1670 ;
2. Vademecum anatomicum, 1677 ;
3. Exercitationes medicœ seu expérimenta anatomica de humoribus in corpore circum luentibus, 1675 ;
4. Œuvres de chirurgie, 1691 et 1711 ;
5. Hippocrates helveticus, 1692 et 1716 ;
6. Description des bains d'Urdorf, 1702 ;
7. Physica specialis, en six parties, 1707 à 1714, dont la quatrième partie comprend un Catalogue des plantes de la Suisse, qui a été traduit en allemand, en 1715 ;
8. Collegium anatomicum curiosum, 1687 ;
9. Lux in tenebris a tenebris réjecta, non tamen extincta, sub dium revocata in Locarnensium persécutions, sous le nom de  J. Eutichius a Claramonte.

Il mourut en 1733, à l'âge de 88 ans.
Son fils, Jean-Conrad de Muralt, fut de même médecin de la ville à Zurich et publia quelques Dissertations médicales.

## Source
- « Jean de Muralt », dans Louis-Gabriel Michaud, Biographie universelle ancienne et moderne : histoire par ordre alphabétique de la vie publique et privée de tous les hommes avec la collaboration de plus de 300 savants et littérateurs français ou étrangers, 2e édition, 1843-1865 [détail de l’édition]